# Ake jezik
Ake jezik (aike, akye; ISO 639-3: aik), jedan od plateau jezika koji se govori u tri (ili četiri: Ugah, Gweyaka, Alingani i Kiguna) sela u središnjoj Nigeriji, u državi Nassarawa. 
Najsrodniji je jeziku eggon [ego].

## Vanjske poveznice
- Ethnologue (14th)
- Ethnologue (15th)